# François Le Levé
François Le Levé, né le 13 novembre 1882 à Riantec (Morbihan) et mort le 20 juin 1945 au retour de déportation, est un ouvrier chaudronnier et anarcho-syndicaliste français.
Lors de la Première Guerre mondiale, il est l’un des signataires du Manifeste des Seize rassemblant les libertaires partisans de l'Union sacrée face à l'Allemagne. Il rejoint la Résistance française pendant la Seconde Guerre mondiale.

## Biographie
Il est un des signataires du Manifeste des Seize, initié par Pierre Kropotkine et Jean Grave, qui prenaient parti pour les alliés durant la Première Guerre mondiale alors que la plupart des anarchistes refusent de choisir un camp dans ce qu'ils considéraient comme une « guerre de classe ».
Lors de la Seconde Guerre mondiale, pendant l’occupation allemande, François Le Levé, est à Vannes, membre de la Résistance intérieure française, représentant du mouvement syndical au Comité départemental de libération. Arrêté par les Allemands le 18 mars 1944, il est déporté le 31 juillet au camp de concentration de Neuengamme (matricule 39879). C’est au cours de son rapatriement vers la France qu’il meurt d’épuisement le 20 juin 1945. 

## Sources
- Dictionnaire biographique, mouvement ouvrier, mouvement social, « Le Maitron » : Jean, François Le Levé.
- Dictionnaire des anarchistes, « Le Maitron » : Le Levé François.
- L'Éphéméride anarchiste : notice biographique
- Hem Day, Le Manifeste des Seize, Encyclopédie anarchiste, texte intégral.